# Дельпино, Федерико
Фредери́ко Дельпи́но (итал. Federico Delpino; 7 декабря 1833, Кьявари, Италия — 14 мая 1905, Неаполь) — итальянский ботаник.

## Научная деятельность
В 1871 году назначен профессором лесной академии в Валломброзо. В 1873—1874 годах совершил кругосветное плавание. Профессор и директор университетских ботанических садов в Генуе (с 1876), Болонье (с 1884), Неаполе (с 1893).
Основные научные работы посвящены экологии и морфологии растений, происхождению видов. Изучал биологию цветка, способы опыления, акцентировал внимание на значении биологического фактора в распространении растений. Автор ряда работ по мирмекофилии и вивипарии. Разработал теорию листорасположения. Предложил (1883) биологический подход к вопросам систематики. Один из основоположников экологической географии растений.

## Научные труды
- Sugli apparecchi della fecondazione nelle diante antocarpee. 1867
- Ulteriori osservazioni sulla dicogamia nel regno vegetale. 1868
- Sulla darwiniana teoria della pangenesi. 1869
- Ulteriori osservationi e considerazioni sulla dicogamia nel regno vegetale. 2(IV) Delle piante zoidifile. 1874